# Rachel Boston
Rachel Boston est une actrice américaine, née le 9 mai 1982 à Chattanooga (Tennessee, États-Unis). Elle est principalement connue pour avoir joué en 2013 dans la série Witches of East End.

## Biographie

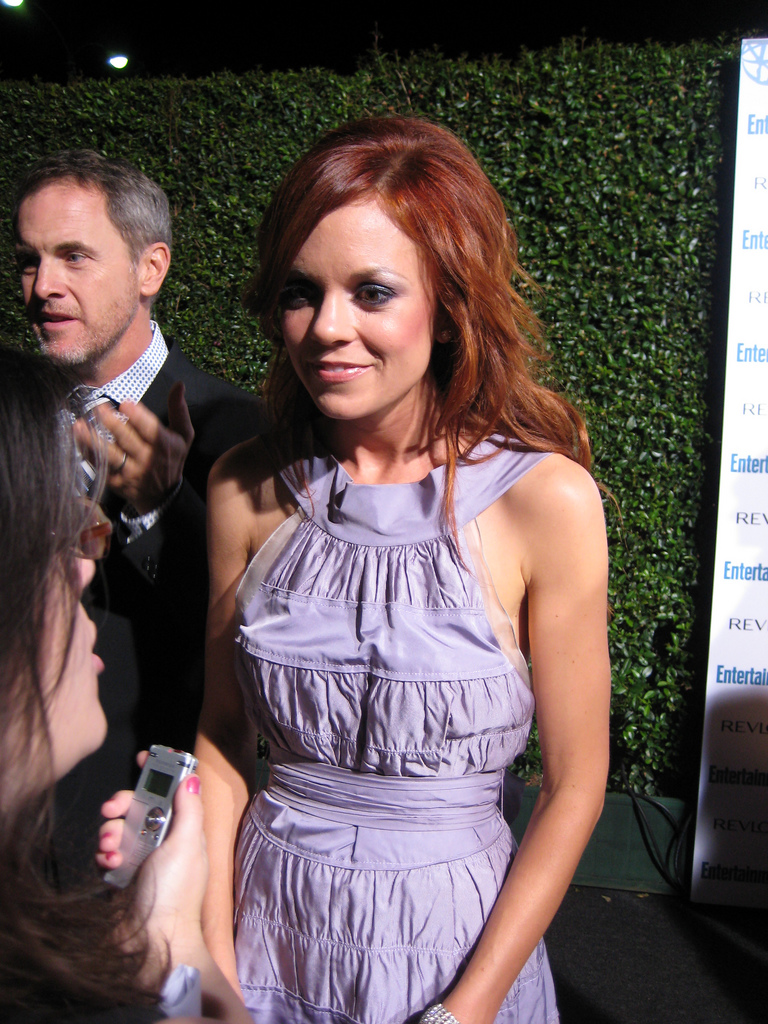
Rachel Boston

Rachel Boston a grandi au Tennessee, où elle exerçait déjà sa passion d'actrice dès le plus jeune âge. Elle fit différentes performances, que ce soit à l'école, à l'église ou au théâtre de la ville. À 17 ans, elle déménage pour étudier à l’Université de New York et poursuivre sa carrière d'actrice. Rachel étudiera Shakespeare à l'Université Fordham et à l'Actors Center. Après deux ans de théâtre à New York et en Pennsylvanie, elle s'installe à Los Angeles (Californie), où elle débute dans la série Mes plus belles années sur NBC. Nous la verrons ensuite apparaître dans des séries comme The Closer : L.A. enquêtes prioritaires, Las Vegas, Grey's Anatomy, Preuve à l'appui (Crossing Jordan), Leçons sur le mariage ou encore Larry et son nombril.

## Carrière

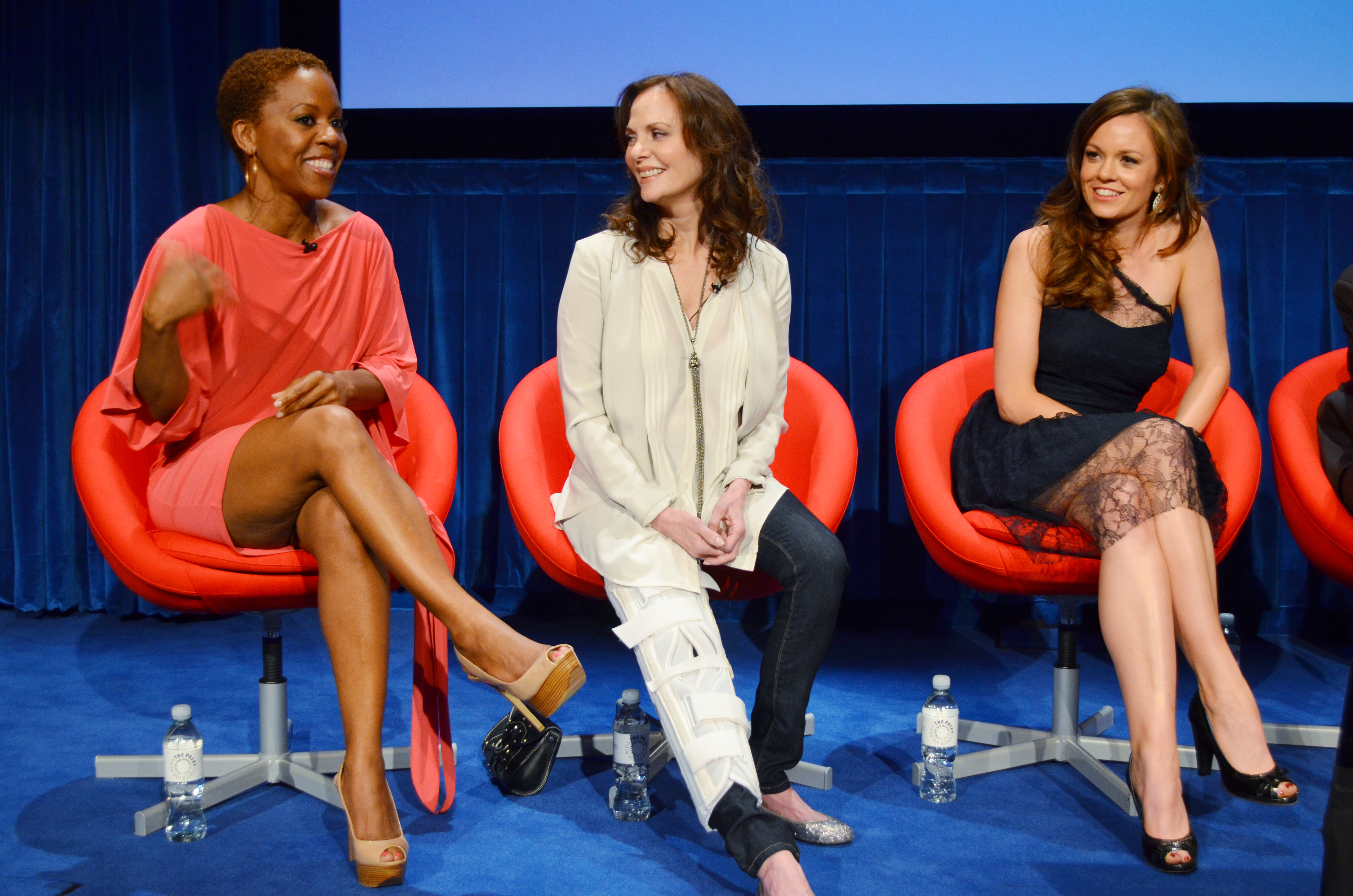
Rachel Boston Lesley Ann Warren

Rachel Boston a joué dans la série American Dreams, diffusée de 2002 à 2005. Elle y jouait le personnage de Beth Pryor (née Mason), l'épouse du fils aîné de la famille Pryor. Elle a fait des apparitions dans d'autres séries comme The Closer, The Daily Show, Larry et son nombril (Curb Your Enthusiasm), Grey's Anatomy, Preuve à l'appui (Crossing Jordan).
En 2007, elle décroche le rôle principal pour la comédie Les Nouvelles. Rachel Boston a également interprété le rôle de Daphné Bloom dans la série The Ex List. Elle a notamment joué dans le film Hanté par ses ex aux côtés de Matthew McConaughey et Jennifer Garner, en février 2008. La même année, elle est apparue dans (500) jours ensemble ((500) Days of Summer) avec Joseph Gordon-Levitt et Zooey Deschanel.
Elle a également obtenu un rôle principal dans le pilote de la comédie The News, créée par Ric Swartzlander en 2007 sur la chaîne ABC. Elle y joue le rôle d’une étoile montante au sein d’une chaîne d’information locale, où elle est le producteur exécutif de tous les programmes d’information. Rachel apparaît aussi aux côtés de l’acteur canado-irlandais Donal Logue dans le pilote de Hackett, diffusé sur Fox Broadcasting Company et réalisé par Barry Sonnenfeld, ainsi que dans le pilote d'Inséparable (CBS) avec l’acteur de Mariés, deux enfants, Ed O'Neill.
Début 2011, elle rejoint le casting de la série US Marshals : Protection de témoins (sur la chaîne USA Network), où elle joue Abigail Chaffee, un détective de police d’Albuquerque. Pour la 5e et dernière saison du programme, Boston obtiendra un rôle régulier.
Pour son récent rôle dans The Pill, Rachel Boston se voit récompenser de l’Award de la meilleure actrice au Festival du film de San Diego, du Stargazer Award du Gen Art Film Festival et de l'Emerging Artist Award du Big Apple Film Festival.
Rachel est le producteur exécutif du film indépendant Black Marigolds et passe à son tour derrière la caméra.
En 2012, elle obtient l’un des rôles principaux de la série à succès Witches of East End, qui est tirée d’un roman écrit par Mélissa de la Cruz. La série a débuté le 6 octobre 2013.
Plus tard, elle rejoindra le casting d’une comédie romantique indépendante, A Ring by Spring, réalisée par Kristoffer Tabori.

## Filmographie

### Cinéma

#### Courts métrages
- 2011 : Chance of Showers de David Spiegelman : La femme en jaune
- 2012 : Coming Home de Christopher Olness : Mégane Morgan

#### Longs métrages
- 2002 : Smoking Herb de Richard Keith : Jaquelyn Mason
- 2006 : Fifty Pills de Theo Avgerinos, Adam Stein : Lindsay
- 2009 : (500) jours ensemble ((500) Days of Summer) de Marc Webb : Alison
- 2009 : Hanté par ses ex (Ghosts of Girlfriends Past) de Mark Waters : Deena, la demoiselle d’honneur
- 2010 : Ten Years Laters  d'Aaron Michael Metchik : Kyra Lee
- 2011 : The Pill de J.C.Khoury : Mindy
- 2012 : Blind Turn de Robert Orr : Samantha Holt
- 2012 : It’s a disaster de Todd Berger : Lexi Kivel
- 2012 : Christmas Crush : Georgia Hunt
- 2013 : Black Marigolds de Lance Malbon : Kate Cole
- 2013 : Who the F Is Buddy Applebaum de Colin Campbell : Janie

### Télévision

#### Téléfilms
- 2005 : Peep Show d'Andrew O'Connor : Marsha
- 2006 : Inseparable de Pamela Fryman : Steph
- 2007 : The News de Marc Buckland : April Tarnoff
- 2008 : Hackett de Barry Sonnenfeld : Audrey
- 2012 : High School Romance (Christmas Crush) : Georgia Hunt
- 2014 : Mariée avant le printemps (Ring by Spring) : Caryn Briggs
- 2015 : Des miracles en cadeau (A Gift of Miracles) : Darcy Miller
- 2017 : Une rose pour Noël (A Rose for Christmas) de Kevin Fair : Andy Lindry
- 2018 : Les biscuits préférés du Père Noël (A Christmas in Tennessee) : Allison Bennet
- 2019 : Le dernier cœur à prendre (The Last Bridesmaid) : Becca Foster
- 2019 : Ensemble à Noël (Check Inn to Christmas) : Julia Crawley
- 2020 : Le Manège magique de Noël (A Christmas Carousel) : Lila
- 2022 : Dating the Delaneys : Maggie Delaney
- 2022 : Je t'aime au premier regard (The Engagement Plot) : Hanna Knight
- 2022 : La Recette secrète des cookies de Noël (A Christmas Cookie Catastrophe) : Annie Cooper
- 2023 : Le club des super mamans (Field Day) : Jen
- 2023 : The More Love Grows : Helen
- 2023 : Un Noël enchanté (A Biltmore Christmas) : une actrice
- 2024 : Debbie Macomber's Joyful Mrs. Miracle : Annie Merkel

#### Séries télévisées
- 2001 : The Andy Dick Show (en) d'Andrew Robert (épisode : Professor Talcum) : Tina
- 2002 - 2005 : Mes plus belles années (American Dreams) de Jonathan Prince (50 épisodes) : Beth Mason
- 2005 : The Closer : L.A. enquêtes prioritaires (The Closer) de James Duff (saison 1, épisode 02 : Mise en beauté) : Jennifer
- 2005 : Love, Inc. (en) d'Andrew Secunda (saison 1, épisode 08 : Thick and Thin) : Jill
- 2006 : Crumbs (en) de Marco Pennette (saison 1, épisode 02 : Maybe I'm Tony Randall) : Alison
- 2006 : The Loop de Will Gluck et Pam Brady (saison 1, épisode 02 : Fêtes et Téquilas) : Jenna
- 2006 : Happy Hour (en) de Jackie Filgo (saison 1, épisode 05 : Crazy Girls) : Shauna
- 2006 : NCIS : Enquêtes spéciales de Donald Bellisario et Don McGill (saison 4, épisode 05 : Âmes sœurs) : Siri Albert
- 2006 : Sept à la maison (7th Heaven) de Brenda Hampton : Mme Margo
  - (saison 11, épisode 02 : Au Menu, ce soir)
  - (saison 11, épisode 03 : Une mauvaise journée)
  - (saison 11, épisode 04 : Leçons à domicile)
- 2007 : Grey's Anatomy de Shonda Rhimes (saison 3, épisode 13 : Sexe, concurrence et charité) : Rachel
- 2007 : Preuve à l'appui (Crossing Jordan) de Tim Kring (saison 6, épisode 05 : Vivre enfin) : Geneva Todd
- 2007 : Leçons sur le mariage (Rules of Engagement) de Tom Hertz (saison 2, épisode 01 : C'est pas du gâteau !) : Amy
- 2007 : Las Vegas de Gary Scott Thompson (saison 5, épisode 03 : La compétition est lancée) : Patsy
- 2007 : Larry et son nombril (Curb Your Enthusiasm) de Larry David (saison 6, épisode 08 : Le Mot en « N ») : serveuse
- 2008 : Urgences (E.R.) (saison 14, épisode 11 : Status Quo) : Beth Ackerman
- 2008 - 2009 : The Ex List (13 épisodes) : Daphne Bloom
- 2009 : The Cleaner de Jonathan Prince et Robert Munic (saison 2, épisode 05 : Vices versa) : Ruby Geiler
- 2009 : Les Mystères d'Eastwick (Eastwick) de Maggie Friedman (saison 1, épisode 04 : Le Grimoire) : Charlene
- 2010 : Parents par accident (Accidentally on Purpose) de Claudia Lonow (saison 1, épisode 17 : En Avant-première - 1re partie) : Brenda
- 2010 : Scoundrels de James Griffin et Rachel Lang : Tanya Leterre
  - (saison 1, épisode 04 : Where Have You Been, Charming Billy?)
  - (saison 1, épisode 07 : That's the Way the Money Goes)
  - (saison 1, épisode 08 : Who's Afraid of the Big Bad Wolf)
- 2010 : Castle d'Andrew W. Marlowe (saison 3, épisode 02 : Mort par prédiction) : Penny Marchand
- 2011 : Mad Love de Matt Tarses : Erin Sinclaire
  - (saison 1, épisode 01 : Fireworks)
  - (saison 1, épisode 06 : The Spy Who Loved Me)
- 2011 - 2012 : US Marshals : Protection de témoins (In Plain Sight) de David Maples (16 épisodes) : Inspecteur Abigail Chaffee
- 2013 - 2014 : Witches of East End de Maggie Friedman et Erwin Stoff : Ingrid Beauchamp
- 2019 : Good doctor (Saison 2, épisode 7) : Kayla
- 2020 : Kidding (saison 2, épisode 10) : Lisa
- 2020 - 2021 : SEAL Team (11 épisodes)) : Hannah Oliver